# 花巷 (科尔多瓦)

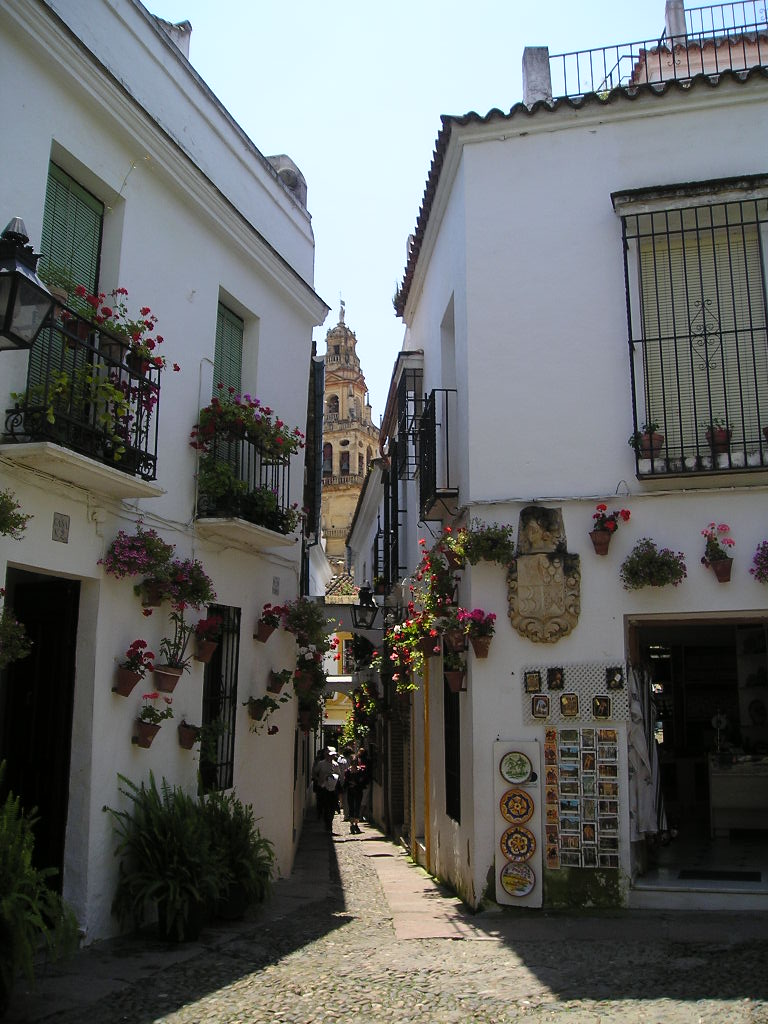
花巷，背景是主教座堂

花巷（Calleja de las Flores）是西班牙科尔多瓦最受游客欢迎的一条街道。
花巷现在的样子是由于阿方索·克鲁斯-孔德美化城市的兴趣,其中包括花巷，他的兄弟，市长安东尼奥·克鲁斯-孔德出于旅游业的需要，领导了重塑项目。在1950年代中叶，采用了拱门装饰，在1960年，又由建筑师Víctor Escribano Ucelay设计，整合了考古遗迹的喷泉。 此后，花巷成为该市的标志性景观，每天有数百名游客从花巷小广场以科尔多瓦主教座堂的塔楼为背景拍照。